# Pacar (Kaliori)
Pacar is een bestuurslaag in het regentschap Rembang van de provincie Midden-Java, Indonesië. Pacar telt 1523 inwoners (volkstelling 2010).